# Hångers socken, Västergötland
Hånger var en socken i Gudhems härad i Västergötland. Dess område tillhör nu Falköpings kommun i den del av Västra Götalands län som tidigare ingick i Skaraborgs län.
År 1768 sammanslogs Hångers och Mårby socknar och bildade Bjurums kyrkosocken. Däremot fortsatte de som separata jordebokssocknar fram till 1892, då de även i jordeboken blev sammanförda till Bjurums socken.
Hångers kyrka låg 2 kilometer öster om Bjurums kyrka, byggd samma år som socknarna slogs ihop, och till vilken en del av den gamla kyrkans inventarier flyttades. Enligt en sägen ska kung Inge den äldre ursprungligen ha begravts på Hångers ödekyrkogård som är belägen strax söder om Hornborgasjön.